# Aeletes sharpi
Aeletes sharpi är en skalbaggsart som beskrevs av Yélamos 1998. Aeletes sharpi ingår i släktet Aeletes och familjen stumpbaggar. Inga underarter finns listade i Catalogue of Life.